# Cryptoblepharus bitaeniatus
Amphiglossus bitaeniatus es una especie de escincomorfos de la familia Scincidae.
Es endémico de la isla Europa.
Se encuentra amenazada por la pérdida de su hábitat natural.